# 尼泊尔鱼鳔槐
尼泊尔鱼鳔槐（学名：Colutea nepalensis）为豆科鱼鳔槐属下的一个种。其种加词“nepalensis”意为“尼泊尔的”。